# Hitinaza
Hitinaza (EC 3.2.1.14, hitodekstrinaza, 1,4-beta-poli-N-acetilglukozaminidaza, poli-beta-glukozaminidaza, beta-1,4-poli-N-acetil glukozamidinaza, poli(1,4-(N-acetil-beta--glukozaminid)) glikanohidrolaza) je enzim sa sistematskim imenom (1->4)-2-acetamido-2-dezoksi-beta-D-glukan glikanohidrolaza. Ovaj enzim katalizuje sledeću hemijsku reakciju
Randomna hidroliza N-acetil-beta--glukozaminid (1->4)-beta-veza u hitinu i hitodekstrinima
Pojedine hitinaze takođe katalizuju reakciju enzima EC 3.2.1.17, lizozima.

## Spoljašnje veze
- Chitinase на 